# Alucio de Campugliano
San Alucio de Campigliano (o Allucio da Pescia) (1070-1134) fue un hombre santo toscano que se distinguió por su trabajo por los peregrinos y los pobres. Es venerado como santo por la Iglesia católica cuya festividad se celebra el 23 de octubre. 

## Biografía
Nacido en Valdinievole (cerca Pescia), pasó su juventud pastoreando ovejas de la familia antes de dedicar su vida a los actos de la caridad. Construyó dos iglesias, un puente sobre el Arno, tres hospicios para peregrinos y otros viajeros, incluyendo uno en su propiedad en Campigliano cerca Uzzano. Era conocido por su generosidad con las limosnas. Más adelante, medió entre las ciudades estado de la Toscana, intentado evitar los conflictos que en los siglos posteriores se convertirían en una guerra abierta y continua. Murió en Valdinievole.
Cuando las reliquias de Alucio fueron trasladadas, se descubrieron paralelamente una Vita que estaba en el relicario. De acuerdo con el registro de las actuaciones del clero de Pescia, con motivo de la traducción, legendam de vita et quibusdam miraculis dicti sancti Allucii en cartula pecuria scriptam ("una leyenda sobre la vida y lo que se dijo acerca de los milagros de San Alucio escritos en un documento"). Se cree que datado en el siglo XII o XIII.